# 前520年代
| 千纪： | 前1千纪 |
| 世纪： | 前7世纪 \| 前6世纪 \| 前5世纪                                                                              |
| 年代： | 前550年代 \| 前540年代 \| 前530年代 \| 前520年代 \| 前510年代 \| 前500年代 \| 前490年代                    |
| 年份： | 前529年 \| 前528年 \| 前527年 \| 前526年 \| 前525年 \| 前524年 \| 前523年 \| 前522年 \| 前521年 \| 前520年 |

前520年代從前529年1月1日開始，於前520年12月31日結束。

## 大事记
- 前529年，楚靈王遊宴乾谿，王子棄疾襲郢都，殺太子祿，楚靈王自縊死。棄疾嗣位為楚平王。楚平王命陳蔡復國。
- 前528年，莒著丘公卒，子莒郊公嗣位，諸公子迎立莒共公。曹武公卒，子曹平公嗣位。
- 前527年，吳王夷昧卒，子吳王僚嗣位。
- 前526年，晉昭公卒，子晉頃公嗣位，楚平王遣大夫費無極赴秦，為太子建迎娶秦哀公女孟嬴。至楚，費無極对楚平王言讲孟嬴美艷，楚平王乃自納為妾。波斯王攻陷埃及首都底比斯城，加冕為埃及法老。
- 前525年，晉大夫荀吳率軍滅陸渾戎。
- 前524年，曹平公卒，子曹悼公嗣位。周景王鑄大錢。燕共公卒，燕平公嗣位。
- 前523年，楚築城父，命太子建出鎮。齊大夫高發攻莒，莒共公出奔。
- 前522年，楚大夫費無極誣太子建據城父叛乱，楚平王殺太子師伍奢及其子伍尚，伍尚弟伍子胥與太子建奔鄭國。晉国密約太子建為內應攻打郑国，事情泄露，鄭国殺羋太子建。伍子胥奉太子建子白公勝奔吳國。宋國內亂，大夫華定、華亥、向寧，奔陳國。周景王鑄大鐘。
- 前521年，波斯大流士一世继承王位。
- 前520年，周景王卒，子周悼王嗣位，弟王子朝叛。周悼王卒，弟周敬王嗣位。宋国華氏舉族奔楚。晉滅鼓國。

## 逝世
- 前522年，鄭大夫公孫僑卒。